# روي موس
روي موس (بالإنجليزية: Roy Moss)‏ هو موسيقي وكاتب أغاني أمريكي، ولد في 1929 في أركنساس في الولايات المتحدة.

## وصلات خارجية
- روي موس على موقع ميوزك برينز (الإنجليزية)
- روي موس على موقع أول ميوزيك (الإنجليزية)
- روي موس على موقع ديسكوغز (الإنجليزية)